# Prunus kanzakura
Prunus kanzakura är en rosväxtart som beskrevs av Tomitaro Makino. Prunus kanzakura ingår i släktet prunusar, och familjen rosväxter. Inga underarter finns listade i Catalogue of Life.